# Christos Kostis
Christos Kostis (griechisch Χρήστος Κωστής, * 15. Januar 1972 in Thessaloniki) ist ein ehemaliger griechischer Fußballspieler. Zu seiner Zeit war er einer der besten griechischen Stürmer und als großes Talent bekannt.

## Vereinskarriere
Kostis begann seine Karriere bei Iraklis Thessaloniki. 1989 wurde er Teil der ersten Mannschaft und wurde zu einem der besten Stürmer des Vereins. Vorher spielte er in Jugend des Vereins. 
Im Sommer 1994 kämpften AEK Athen und Olympiakos Piräus um die Unterschrift des damals 22-Jährigen Supertalents. Olympiakos und Iraklis einigten sich auf eine Ablösesumme. Während Kostis auf das Flugzeug wartete, welches ihn zu seinem neuen Verein bringen sollte, um den Vertrag zu unterzeichnen, machte AEK Athen ein besseres Angebot und bekam ihn doch noch. Bei seinem neuen Verein setzte Kostis seine guten Leistungen weiter fort und gewann mehrere Titel.
Am 23. Oktober 1997 kam es im Hinspiel der 2. Runde des Europapokals der Pokalsieger gegen Sturm Graz (2-0) zu einer Kollision mit dem polnischen Torhüter der Österreicher, Kazimierz Sidorczuk, die für Kostis schwerwiegende Folgen haben sollte: er erlitt einen Schien- und Wadenbeinbruch (Trümmerbruch), der ein langes Aus für ihn bedeutete.
1998 wechselte er zum RSC Anderlecht, wo es jedoch zu keinem Einsatz kam, da er sich nie vollständig von seiner schweren Verletzung, die er sich 1997 zugezogen hatte, erholen konnte. Zwei Jahre später kehrte er zu AEK Athen zurück. Er absolvierte noch einige Spiele, aber die Zeiten seiner glorreichen Karriere waren vorbei. Ab 2005 spielte er noch eine Spielzeit für Alki Larnaka in Zypern.
Von 2006 bis 2007 ließ er seine Karriere in Südafrika bei Ajax Cape Town ausklingen.

## Nationalmannschaft
Am 10. März 1993 gab er sein Debüt für die Griechische Fußballnationalmannschaft. Insgesamt stand er 15-mal für die Griechen auf dem Platz und erzielte dabei 4 Tore.